# Marcia o crepa
Marcia o crepa è un film del 1962 diretto da Frank Wisbar.
Si tratta di una coproduzione italo-ispano-tedesca. È stato distribuito nel Regno Unito con il titolo The Legion's Last Patrol e negli Stati Uniti con il titolo Commando.

## Trama
Il capitano della Legione straniera francese, Leblanc, conduce un reparto di paracadutisti della Legione alla cattura di un capo della guerriglia dell'FLN algerino. Per via al reparto si accompagnano la prostituta Nora e un bambino arabo. La loro missione è coronata da successo, ma l'elicottero che avrebbe dovuto riportare indietro il reparto viene abbattuto, per cui i paracadutisti devono combattere per aprirsi la strada di ritorno verso le linee francesi.

## Colonna sonora
Il tema musicale Concerto disperato del compositore Angelo Francesco Lavagnino, una rielaborazione del “silenzio” il segnale militare che contraddistingue l'inizio del riposo notturno in caserma, divenne una hit parade in Italia, nell'interpretazione del trombettista Nini Rosso, e altrettanto successe nel Regno Unito con la cover di Ken Thorne.